# Armstrong Whitworth Aircraft

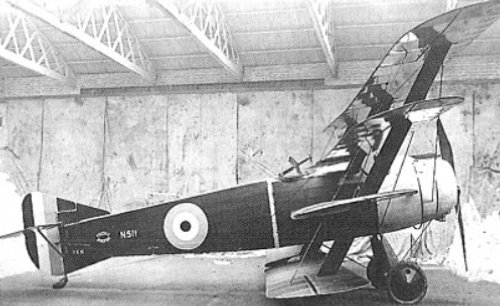
Armstrong Whitworth F.K.10

Armstrong Whitworth Aircraft (Sir W. G. Armstrong Whitworth Aircraft Company) – brytyjska wytwórnia lotnicza będąca częścią firmy Sir W G Armstrong Whitworth & Co Ltd.

## Historia
Wytwórnia pierwotnie powstała jako Wydział Lotniczy (Aerial Department) firmy Sir W G Armstrong Whitworth & Co Ltd w Newcastle upon Tyne w 1912 roku. W 1920 roku firma macierzysta kupiła przedsiębiorstwo Siddeley-Deasy, będące producentem silników lotniczych i samochodów, których produkcja była kontynuowana po wykupieniu pod szyldem Armstrong Siddeley a produkcją samolotów zajęła się Sir W. G. Armstrong Whitworth Aircraft Company. Gdy W 1927 roku firmy Vickers Limited i Sir W G Armstrong Whitworth & Co Ltd. połączyły się tworząc nowe Vickers-Armstrongs Limited, Armstrong Whitworth Aircraft i Armstrong Siddeley zostały zakupione przez Johna Siddeleya. Vickers-Armstrongs produkował własne samoloty a Armstrong Whitworth Aircraft będący już własnością Johna Siddeleya własne. W 1935 roku Armstrong Whitworth Aircraft został kupiony przez Hawker Aircraft, po połączeniu powstała Hawker Siddeley Aircraft. Firma będąc już własnością Hawkera nadal działała pod własnym szyldem, trwało to do 1961 roku kiedy to Hawker Siddeley połączył Armstrong Whitworth Aircraft z inną należącą do siebie spółką Gloster Aircraft Company, w ten sposób powstała spółka Whitworth Gloster Aircraft. W 1963 roku Hawker Siddeley wycofał z nazw swoich produktów nazwy spółek zależnych, dlatego ostatni samolot produkowany przez Armstrong Whitworth Aircraft, Argosy znany jest również pod oznaczeniem Hawker Siddeley Argosy.

## Samoloty

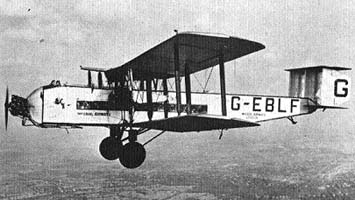
Armstrong Whitworth Argosy

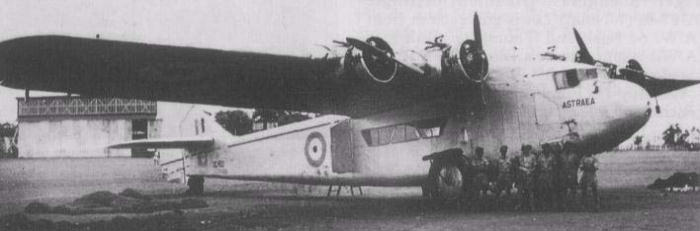
Armstrong Whitworth Atalanta

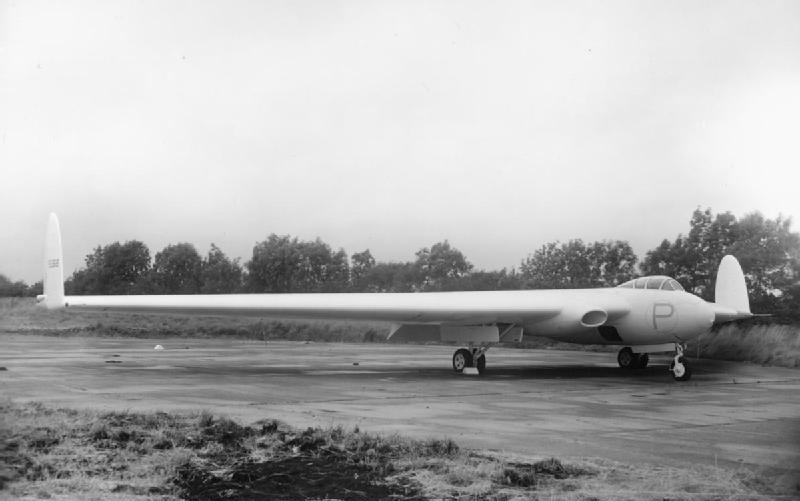
Armstrong Whitworth A.W.52

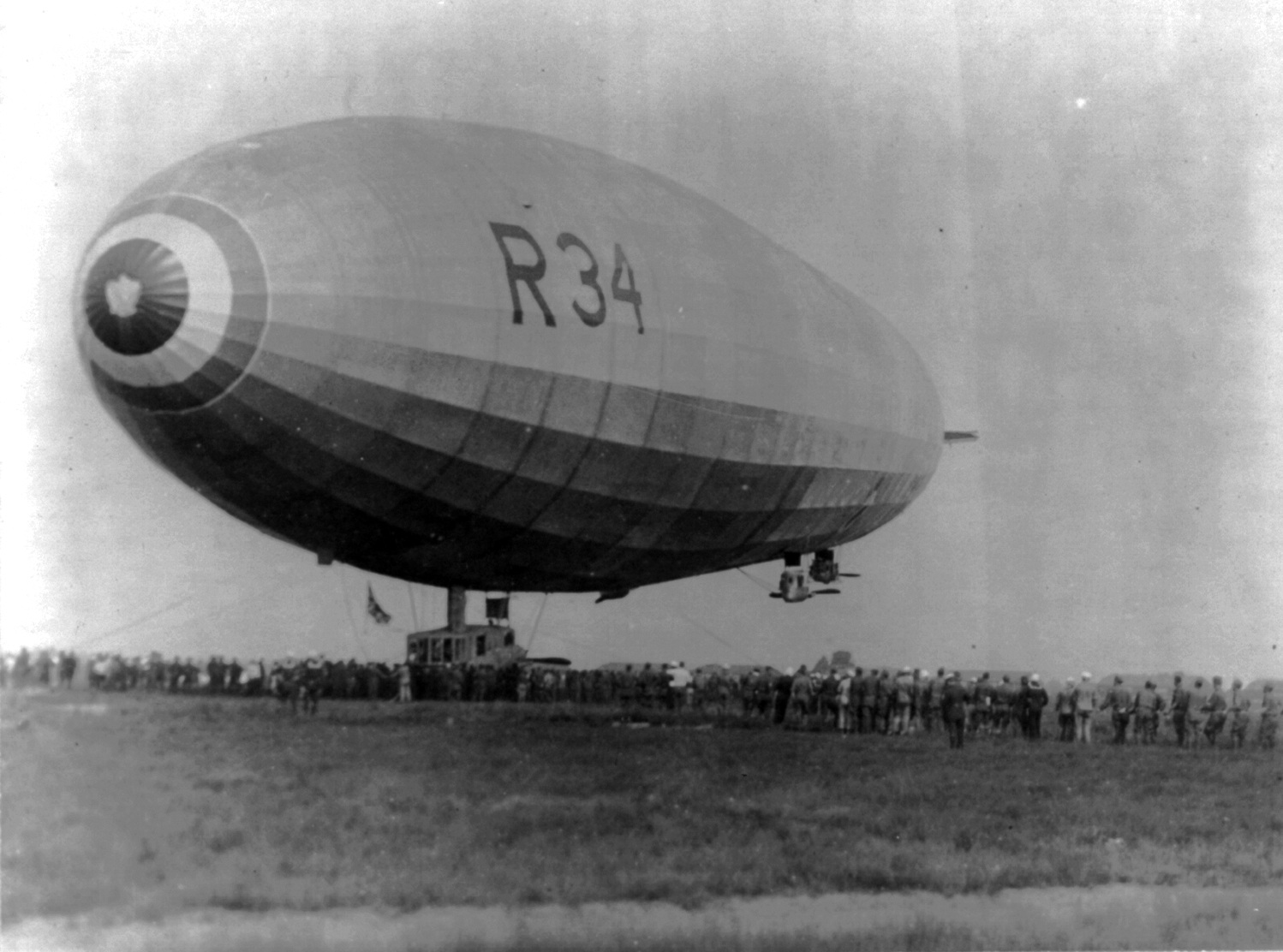
Sterowiec typu R33

### Armstrong Whitworth Aerial Department
- Armstrong Whitworth F.K.3
- Armstrong Whitworth F.K.8
- Armstrong-Whitworth FK.10
- Armstrong Whitworth Armadillo
- Armstrong Whitworth Ara
- Armstrong Whitworth Tadpole
- Armstrong Whitworth Siskin

### Armstrong Whitworth Aircraft
- Armstrong Whitworth Awana
- Armstrong Whitworth Wolf
- Armstrong Whitworth Atlas
- Armstrong Whitworth Ajax
- Armstrong Whitworth Starling
- Armstrong Whitworth Ape
- Armstrong Whitworth Argosy
- Armstrong Whitworth A.W.16
- Armstrong Whitworth Aries
- Armstrong Whitworth Atalanta
- Armstrong Whitworth A.W.19
- Armstrong Whitworth AW.23
- Armstrong Whitworth A.W.29
- Armstrong Whitworth Scimitar
- Armstrong Whitworth Whitley
- Armstrong Whitworth Ensign
- Armstrong Whitworth Albemarle
- Armstrong Whitworth A.W.52
- Armstrong Whitworth Apollo
- Armstrong Whitworth AW.660 Argosy
- Armstrong Whitworth AW.681
- Operational Requirement F.155
- Armstrong Whitworth AW.171
- Hawker Sea Hawk
- Gloster MeteorIArmstrong Whitworth Meteor NF.11

### Sterowce
- R25
- R29
- R33

### Pociski rakietowe
- Sea Slug